# لي إيفانز (لاعب كرة قدم)
لي إيفانز (بالإنجليزية: Lee Evans) (24 يوليو 1994 بنيوبورت في المملكة المتحدة - ) هو لاعب كرة قدم بريطاني في مركز الوسط. شارك مع منتخب ويلز تحت 21 سنة لكرة القدم. أما مع النوادي، فقد لعب مع برادفورد سيتي ونيوبورت كونتي ووولفرهامبتون واندررز وWales national semi-professional football team ‏.

## وصلات خارجية
- لي إيفانز على موقع الاتحاد الأوربي (الإنجليزية)
- لي إيفانز على موقع قاعدة بيانات كرة القدم.إي يو (الإنجليزية)
- لي إيفانز على موقع ناشيونال فوتبول تيمز (الإنجليزية)
- لي إيفانز على موقع Soccerbase.com (لاعب) (الإنجليزية)
- لي إيفانز على موقع Soccerway.com (الإنجليزية)